# Bombyx croesiformis
Bombyx croesiformis är en fjärilsart som beskrevs av Moore och Hutt. 1864. Bombyx croesiformis ingår i släktet Bombyx och familjen silkesspinnare. Inga underarter finns listade i Catalogue of Life.